# Abdij van Gandersheim
Gandersheim was een abdij binnen het Heilige Roomse Rijk.
Hertog Liudolf van Saksen stichtte 852 het sticht voor kanunnikessen te Gandersheim en hangt samen met het klooster van Brunshausen. Hij was de grootvader van koning Hendrik I. In 877 kwam het sticht onder de bescherming van het Rijk. De Liudolfingen moesten veel moeite doen om het sticht te beschermen tegen de aanspraken van de bisschop van Hildesheim. Van 987 tot 1030 had de Gandersheimer Strijd de aandacht in het hele rijk. Tijdens deze strijd werd geprobeerd het sticht los te maken van het bisdom Hildesheim en te verbinden met het aartsbisdom Mainz. De persoonlijke band met het keizershuis ging in de loop van de twaalfde eeuw verloren. Sinds 1208 was het sticht vrij van de geestelijke jurisdictie van Hildesheim en direct onder de pauselijke stoel geplaatst.
Hoewel het sticht rijksvrij was, lukte het niet een territorium te vormen. Slechts de abdis was rijksstand.
In 1589 werd ondanks verzet van de abdis door de hertog van Brunswijk-Wolfenbüttel de reformatie ingevoerd. Sindsdien was Gandersheim een evangelisch damessticht.
In paragraaf 4 van de Reichsdeputationshauptschluss van 25 februari 1803 werd de abdij Gandersheim aan het hertogdom Brunswijk-Wolfenbüttel toegewezen.

## Regenten
- 856- 874: Hathumoda van Saksen
- 875- 897: Gerberga I
- 897- 919: Christina I
- 919- 927: Hroswitha van Saksen
- 927- 959: Wendelgardis

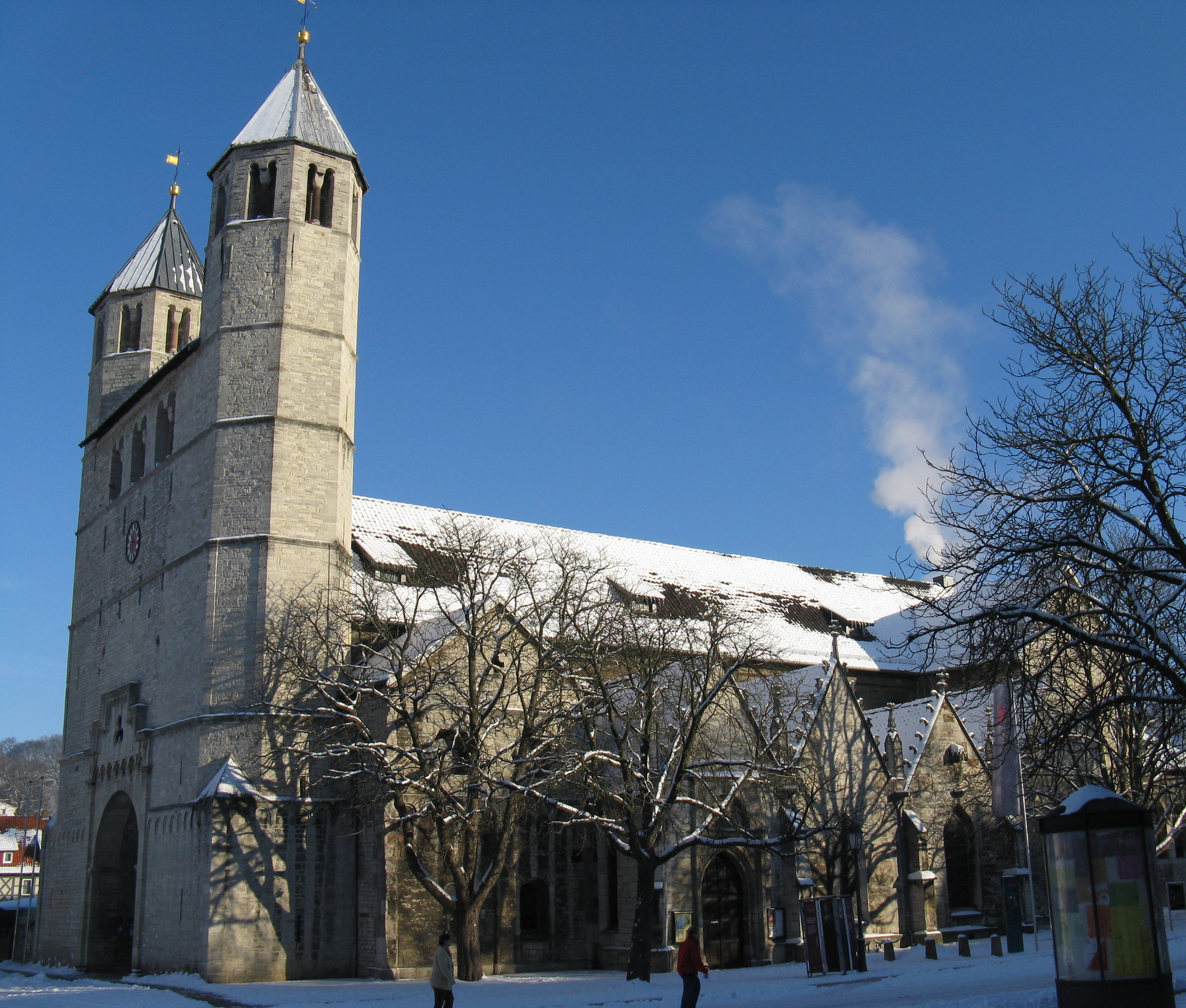
Stichtskerk van het sticht Gandersheim in Bad Gandersheim, Gezicht van voren, 2009

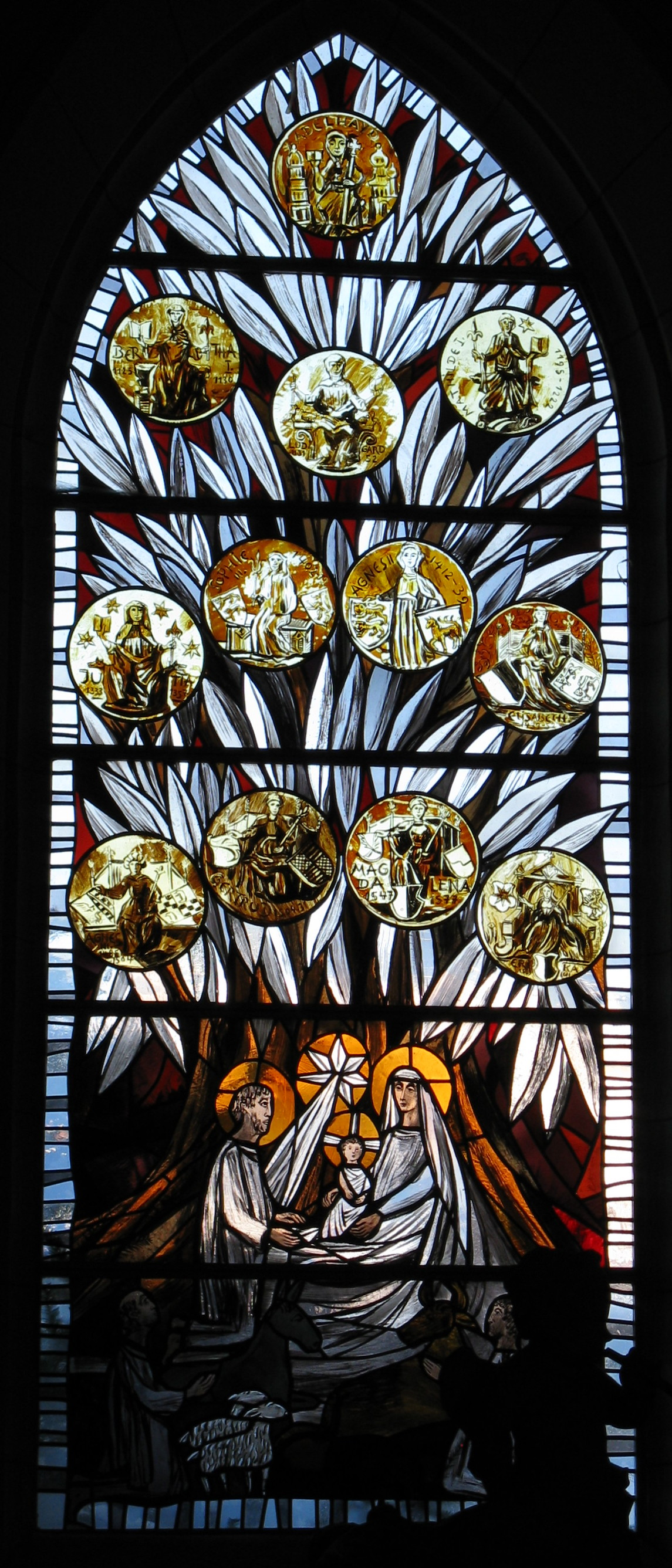
Glas in loodraam in de stichtskerk van het sticht Gandersheim

- 959-1001: Gerberga II van Beieren
- 1002-1039: Sophia I van Gandersheim
- 1039-1044: Adelheid I van Quedlinburg
- 1044-1061: Beatrix van Franken
- 1061-1095: Adelheid II van Franken
- 1095-1124: Adelheid III
- 1124-1126: Agnes I
- 1126-1130: Bertha I
- 1130-1151: Luitgardis I
- 1151-1184: Adelheid IV van Sommerschenburg
- 1184-1195: Adelheid V van Hessen
- 1195-1223: Mathilde I van Woldenberg
- 1223-1251: Bertha II van Nienburg
- 1251-1303: Margaretha I van Plesse
- 1304-1316: Mathilde II van Woldenberg
- 1316-1332: Sophie II van Brunswijk
- 1332-1357: Judith van Schwalenberg
- 1357-1359: Irmgard van Spiegelberg
- 1359-1400: Luitgardis III van Eberstein
- 1400-1412: Sophia III van Brunswijk
- 1412-1439: Agnes van Brunswijk
- 1439-1452: Elisabeth I van Brunswijk
- 1454-1468: Walpurgis van Spiegelberg
- 1468-1481: Sophia IV van Brunswijk
- 1481-1504: Agnes III van Anhalt
- 1504-1530: Katharina van Hohenstein
- 1504-1531: Geretrud van Regenstein
- 1531-1539: Maria I van Brunswijk
- 1539-1547: Clara van Brunswijk
- 1547-1577: Magdalena van Chlum
- 1577-1577: Margaretha II van Chlum
- 1577-1582: Elisabeth II van Brunswijk
- 1582-1587: Margaretha III van Warsberg
- 1587-1589: Margaretha II van Chlum
- 1589-1611: Anna Erica van Waldeck
- 1611-1625: Dorothea Augusta van Brunswijk
- 1625-1649: Katharina Elisabeth van Oldenburg
- 1649-1665: Maria II van Solms
- 1665-1678: Dorothea Hedwig van Holstein-Norburg
- 1678-1681: Christine Sophie van Braunschweig
- 1681-1693: Christine II van Mecklenburg-Schwerin
- 1693-1713: Henriette Christine van Brunswijk
- 1713-1766: Elisabeth Ernestine Antonie van Saksen-Meiningen
- 1766-1777: Therese Nathalie van Brunswijk
- 1777-1803: Auguste Dorothea van Brunswijk

- Gemeinsame Normdatei: 6064449-7
- Library of Congress Control Number: n2001011866
- Nationale Bibliotheek van Tsjechië: ko2015868168
- Nationale Bibliotheek van Israël: 987007344644605171
- Système universitaire de documentation: 128893451
- Virtual International Authority File: 173506080